# Бротвейт, Ингер
Ингер Бротвейт (норв. Inger Bråtveit; род. 3 октября 1978, Берген) — норвежская писательница.
Ингер Бротвейт выросла в коммуне Сульдал, имеет степень candidatus magisterii в области литературоведения, северных языков и театроведения. Работала[когда?]

 соредактором во влиятельном литературном журнале «Vagant», после участвовала в качестве переводчика в стартовавшем в 2000 году проекте Норвежского библейского общества по ревизии перевода Библии на букмол и нюношк.

## Творчество
Дебютный роман Ингер Бротвейт «Munn mot ein frosen fjord» вышел в 2002 году. Роман получил премию «За литературу на новонорвежском». Впервые в истории этой премии она была вручена дебютанту.
Роман 2008 года «Siss og Unn» номинировался на премию Ассоциации норвежских критиков. Ради работы над этим романом Бротвейт отложила работу над своей диссертацией по роману «Ледяной замок» (норв. Is-slottet) Тарьея Весоса, который и послужил источником вдохновения.
С 2007 года Ингер Бротвейт совместно со шведской поэтессой Сесилией Ханссен работала над двуязычным сборником стихотворений «Loveprosjekt», который вышел в 2009 году. Этот сборник — диалогическо-поэтическое исследование любви и сексуальности, стихотворный документальный очерк о силе любви и серой будничной рутине. И о напряжении между тем, что сдерживается и подавляется, и тем, что может — и должно! — быть выпущено наружу. Два языка образуют дуэт, в котором два хорошо различимых поэтических голоса пересекаются и сплавляются в единую вселенную, уникальную и ненасытную.
С 2008 года Ингер Бротвейт сотрудничает с норвежской музыканткой и писательницей Енню Вал (норв. Jenny Hval), выступающей под псевдонимом Rockettothesky.

## Награды
- 2002: Премия «За литературу на новонорвежском» за «Munn mot ein frosen fjord».
- 2009: Стипендия Бьёрнсона.